# Телук-Вондама
Телук-Вондама (индон. Teluk Wondama) — округ, находящийся на востоке индонезийской провинции Западное Папуа. Столица этого округа, носящая название Расиеи и расположенная на западном побережье полуострова Васиор, является также административным центром одного из районов округа Телук-Вондама — Васиор Селатан. В этот округ входят такие районы, как: 
- Румберпон;
- Вамеса;
- Васиор;
- Васиор Барат;
- Васиор Селатан;
- Васиор Утара;
- Виндеси.